# Labialdrüse
Die Labialdrüse ist eine exokrine Drüse im Bereich der Unterlippe (Labium) im Kopf der Insekten. In der Regel ist sie als Speicheldrüse ausgebildet und mündet im Bereich des Hypopharynx in das so genannte Salivarium. Bei Schmetterlingsraupen, Larven der Köcherfliegen und Hautflügler kann die Labialdrüse zu Spinndrüsen umgewandelt sein, mit denen sie Seidenfäden spinnen können.
Die Labialdrüse reicht bis in den ersten Brustabschnitt (Prothorax). Sie besteht in der Regel aus traubenförmig ausgebildeten (acinösen) Speicheldrüsen und einer exkrethaltigen Blase, die in einen gemeinsamen Ausführgang münden.

## Belege
1. 1 2  Labialdrüse. In: Herder-Lexikon der Biologie. Spektrum Akademischer Verlag, Heidelberg 2003, ISBN 3-8274-0354-5.
2. ↑  Bernhard Klausnitzer: Insecta (Hexapoda), Insekten. In: W. Westheide, R. Rieger (Hrsg.): Spezielle Zoologie. Teil 1: Einzeller und Wirbellose Tiere. Gustav Fischer Verlag, Stuttgart/Jena 1996, S. 609.
3. ↑  Bernhard Klausnitzer: Insecta (Hexapoda), Insekten. In: W. Westheide, R. Rieger (Hrsg.): Spezielle Zoologie. Teil 1: Einzeller und Wirbellose Tiere. Gustav Fischer Verlag, Stuttgart/Jena 1996, S. 607.